# Kościół Zofii w Pokoju
Kościół Zofii – ewangelicko-augsburski kościół parafialny należący do parafii Ewangelicko-Augsburskiej w Pokoju. Znajduje się we wsi Pokój, w powiecie namysłowskim, w województwie opolskim.

## Historia
Kamień węgielny pod budowę świątyni został położony 15 maja 1765 roku. Z tej okazji zostało odprawione nabożeństwo w języku polskim i niemieckim. Budowa rozpoczęła się według planów architekta Georga Ludwika Schirmeistera, który był projektantem prawie wszystkich najważniejszych budynków we wsi.
Ze względu na budowę świątyni ze środków własnych księcia Carla Christiana Erdmanna von Württemberga, trudną sytuację wskutek wojny siedmioletniej oraz z powodu sporych wydatków na ślub jego córki, księżniczki Fryderyki Zofii, prace trwały z przerwami aż 10 lat. Na zewnątrz świątyni zostały zakończone 17 sierpnia 1773 roku, natomiast poświęcenie budowli odbyło się 8 sierpnia 1775 roku. Było ono połączone z odprawieniem uroczystego nabożeństwa w obu językach, po którym na zamku zostało wydane wielkie przyjęcie.

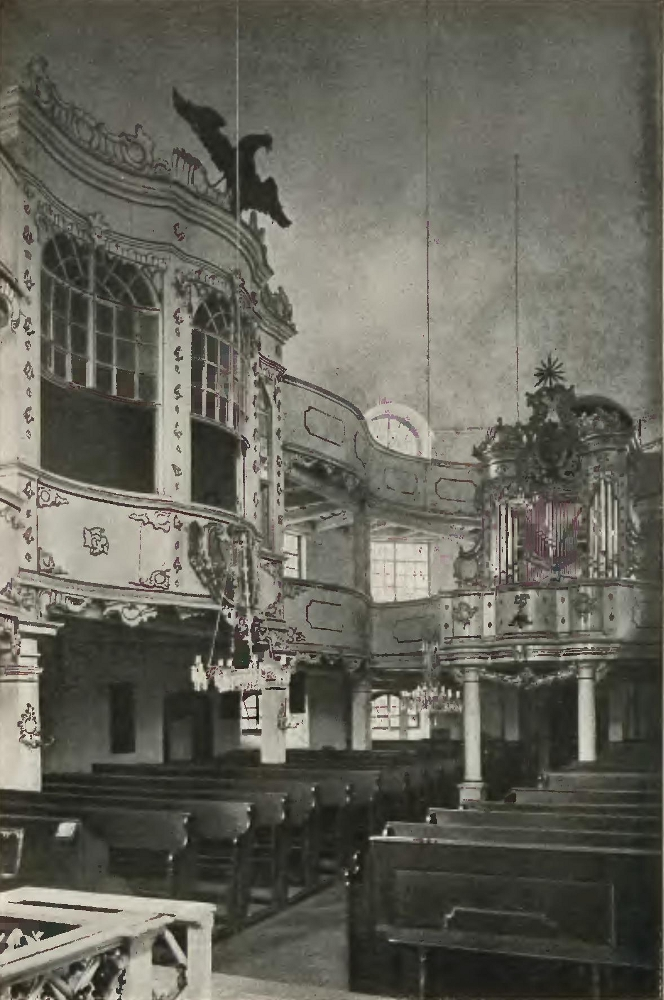
Zdjęcie wnętrza z lat 20. XX wieku
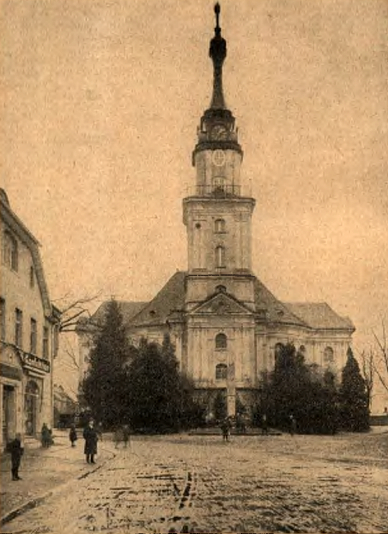
Zdjęcie kościoła z 1927 roku

## Architektura
Pod względem architektonicznym świątynia jest połączeniem dwóch stylów: fasada zewnętrzna została zbudowana w stylu klasycystycznym, z kolei wnętrze jest harmonijnym połączeniem stylu barokowego z przepychem rokoka. Budowla jest jednym z cenniejszych zabytków pochodzących z tej epoki w Polsce, natomiast pod względem oryginalnego rozwiązania konstrukcyjnego więźby dachowej – to jedyna tego typu budowla w Europie.
Rzut poziomy świątyni posiada formę owalu o wymiarach 21,5 x 12,2 m, z kolei cztery jej przybudówki są założone na planie kwadratu. Do każdej z nich wchodzi się osobnym wejściem. Wieża zakończona zegarem i kopułą jest umieszczona przy wejściu, którego używała rodzina książęca, dalej prowadziło ono do oszklonej loży. W przybudówce wschodniej znajduje się zakrystia. Są w niej umieszczone wizerunki książąt oraz księży. Nad zakrystią jest umieszczona biblioteka przechowująca m.in. resztki woluminów książęcych, które zachowały się po pożarze zamku w 1798 roku. W przybudówce zachodniej, pełniącej obecnie rolę głównego wejścia, są umieszczone schody wiodące do zabytkowych organów.

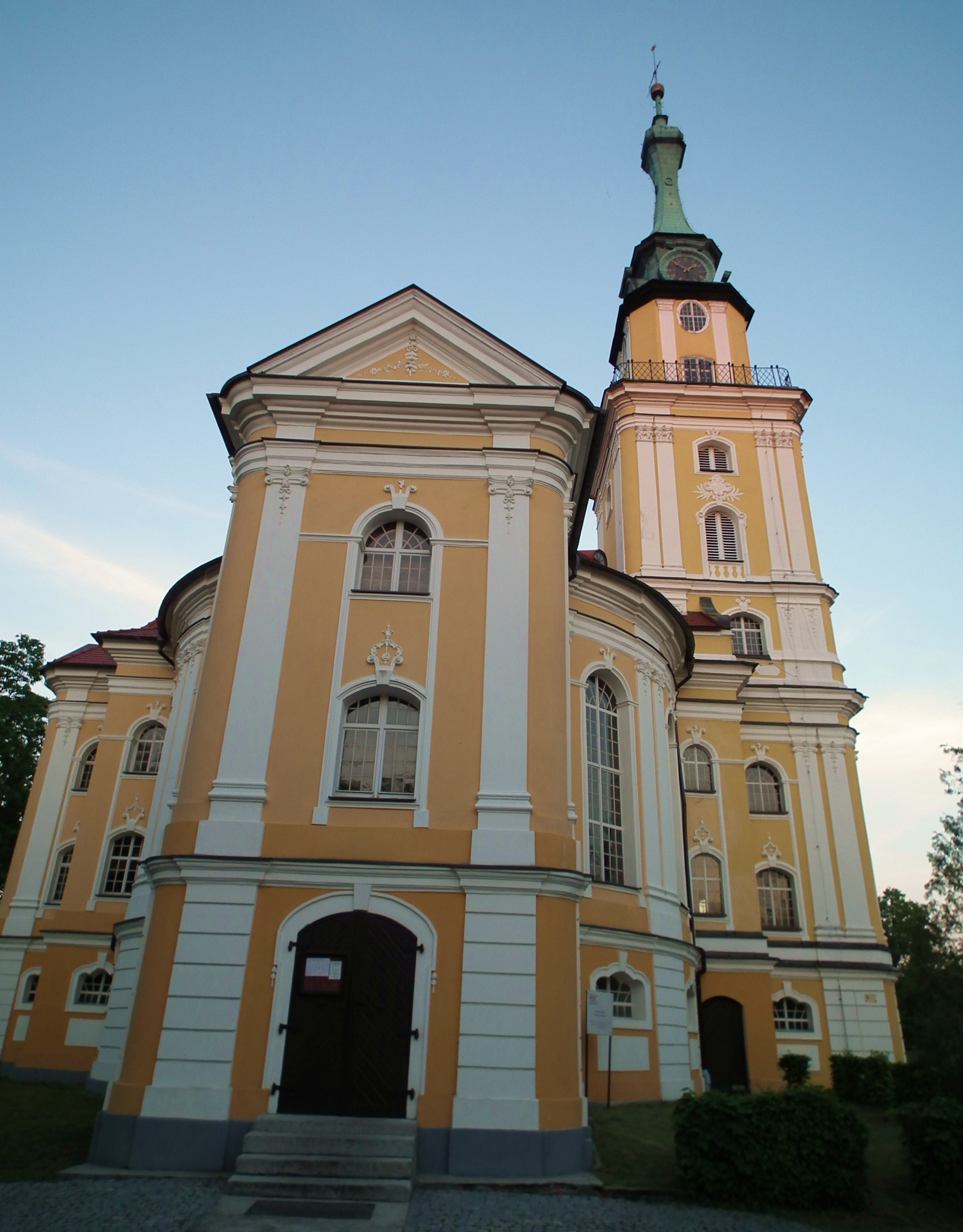
Widok od strony zachodniej
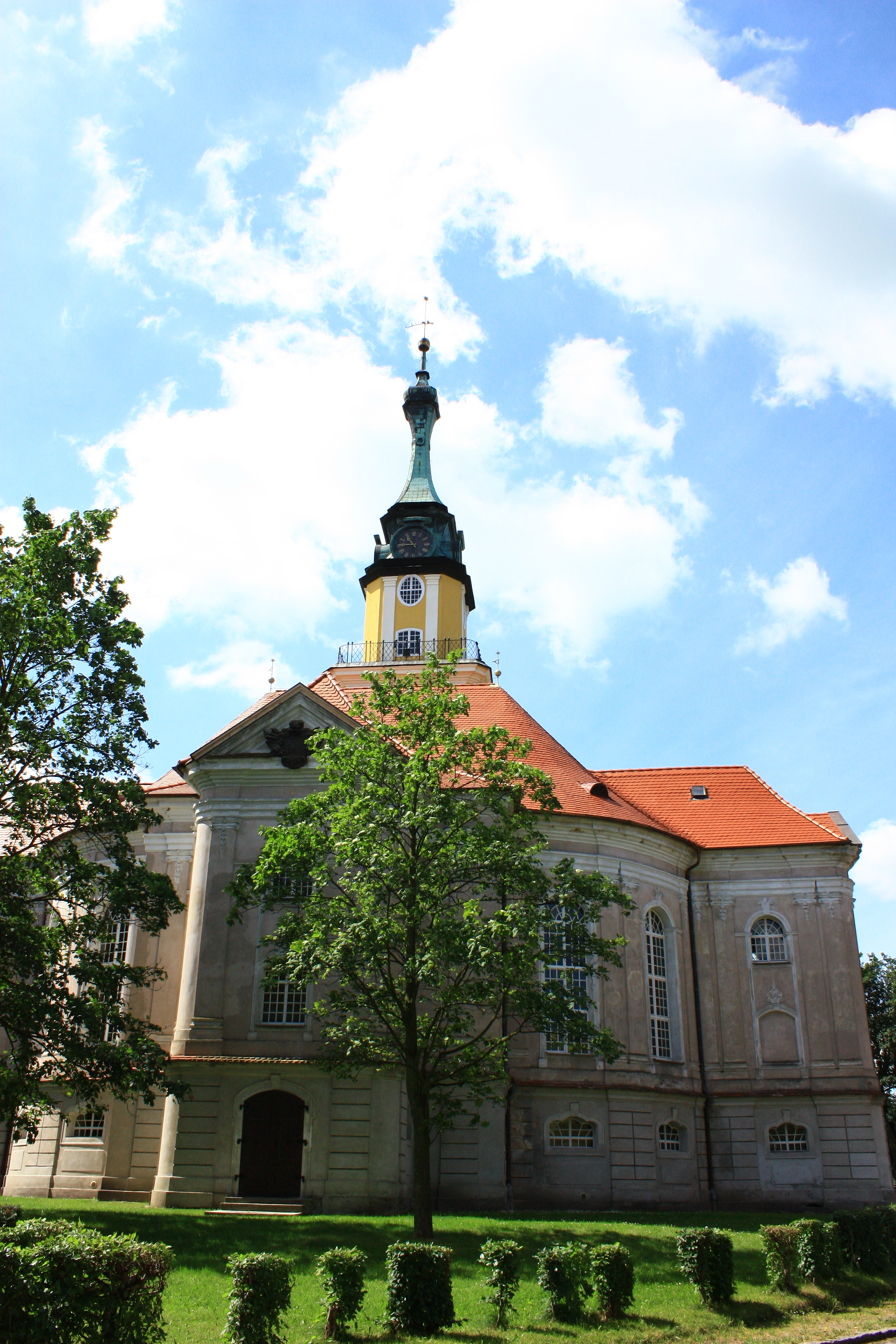
Widok z tyłu
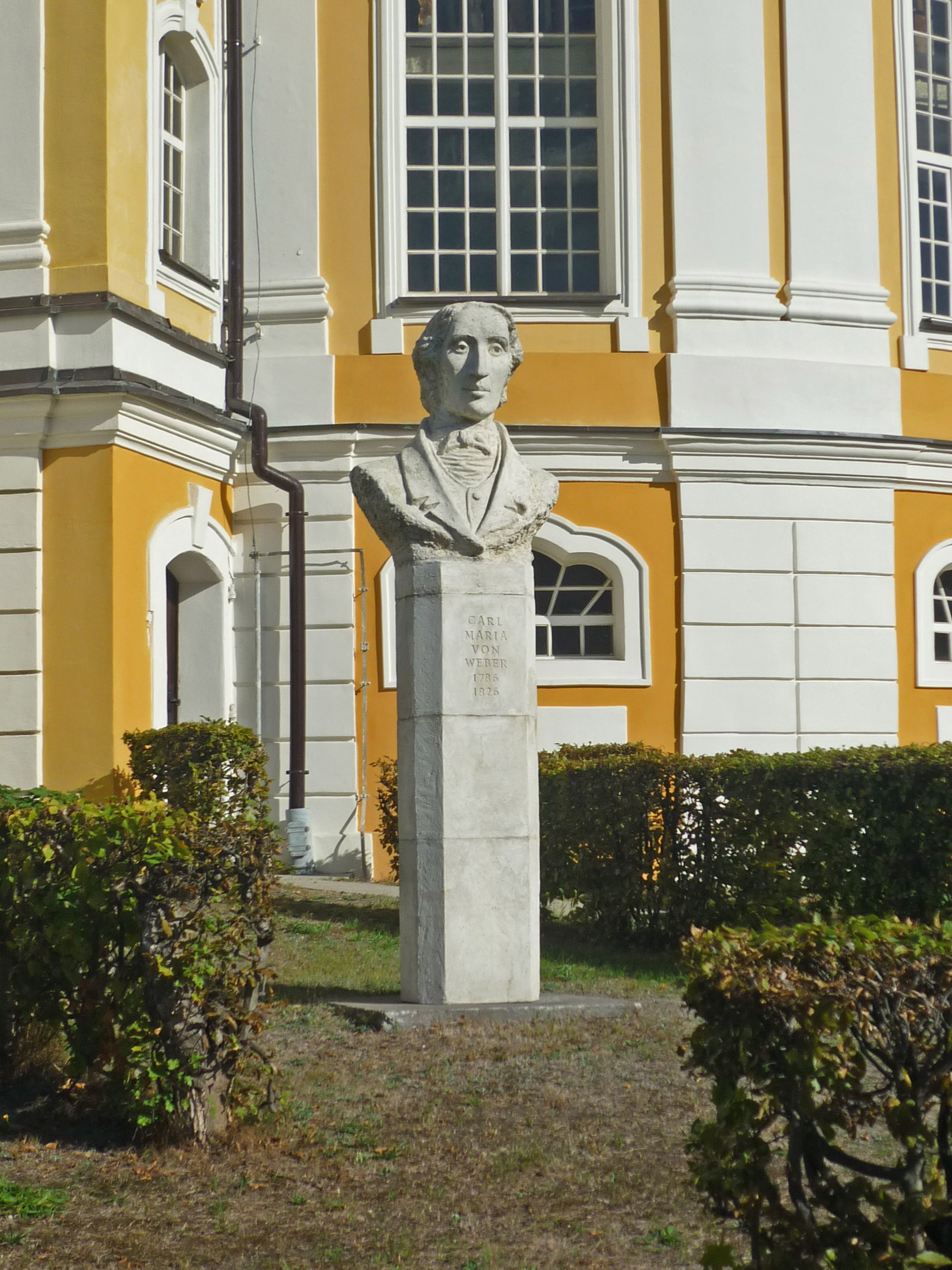
Pomnik

## Organy
Organy zostały wybudowane w 1904 roku przez firmę Schlag & Söhne jako opus 675. Prospekt z 1774 roku pochodzi z pierwszego instrumentu, którego budowniczym był Christian Siegmund Puchert z Oleśnicy, później przebudowanego i powiększonego przez Daniela Meistera w 1828 roku. Instrument był gruntownie remontowany w latach: 1994, 2008 i 2010.
Dyspozycja instrumentu:
| Manuał I                     | Manuał II              | Pedał             |
| ---------------------------- | ---------------------- | ----------------- |
| 1. Bordun 16'                | 1. Lieblich Gedect 16’ | 1. Subbass 16 '   |
| 2. Principal 8'              | 2. Geigen Principal 8' | 2. Violon 16'     |
| 3. Gamba 8'                  | 3. Salicional 8'       | 3. Violoncello 8' |
| 4. Flaute 8'                 | 4. Aeoline 8'          |                   |
| 5. Octave 4'                 | 5. Portunalflöte 8'    |                   |
| 6. Quinte 2 2/3 u. Octave 2' | 6. Fugara 4'           |                   |
| 7. Mixtur 3fach              | 7. Flöte 4'            |                   |